# Asura elegans
Asura elegans là một loài bướm đêm thuộc phân họ Arctiinae, họ Erebidae.